# Бранденбург-Герден
52°25′19″ пн. ш. 12°28′18″ сх. д. / 52.4219° пн. ш. 12.4716° сх. д.
В'язниця Бранденбург-Герден (нім. Strafanstalt Brandenburg-Görden), офіційно Виправна колонія Бранденбург-на-Гафелі (нім. Justizvollzugsanstalt Brandenburg a. d. Havel) — виправна установа. Розташована у кварталі Герден на півночі міста Бранденбург-на-Гафелі у землі Бранденбург на сході Німеччини. У колонії відбувають покарання дорослі злочинці чоловічої статі, засуджені до довічного ув'язнення, а також ув'язнені під час попереднього ув'язнення. Вона була побудована з 1927 по 1935 рік як одна з найсучасніших свого часу в'язниць у Європі для приблизно 1800 в'язнів на заміну старої в'язниці в Бранденбурзі на Гафелі.

## Поточна ситуація
Сучасна виправна колонія розрахована на 88 місць для дорослих ув'язнених строгого режиму, 330 місць для дорослих ув'язнених звичайного режиму, 80 місць у соціально-терапевтичному відділенні, 100 місць для дорослих ув'язнених у в'язниці відкритого типу та 36 місць тимчасового утримання. Є також 32 місця у в'язничному госпіталі, який є єдиним у своєму роді в землі Бранденбург. Тюремна лікарня також має виїзну палату в муніципальній клініці міста Бранденбург-ан-дер-Гафель.
У в'язниці виконуються тюремні вироки аж до довічного ув'язнення, а також досудове ув'язнення для Потсдамського регіонального суду. Всього працює 314 співробітників, 220 з яких перебувають на службі.

## Історія

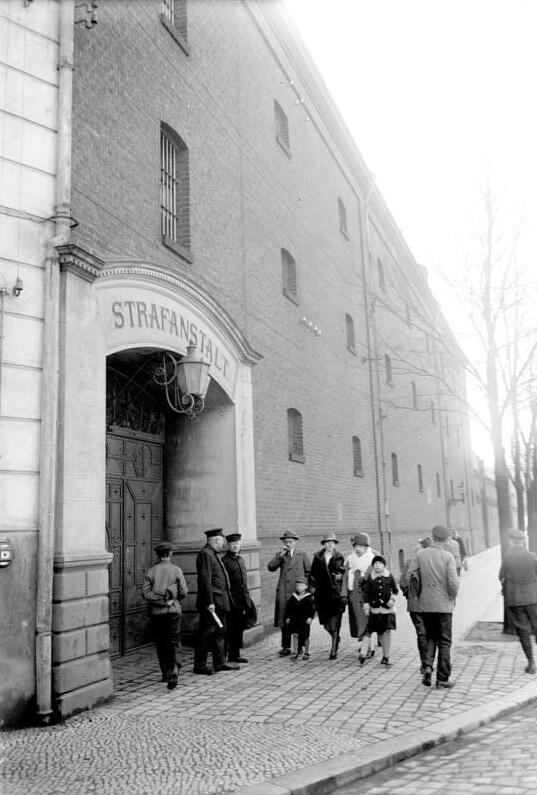
Стара в'язниця на Neuendorfer Straße (1928)

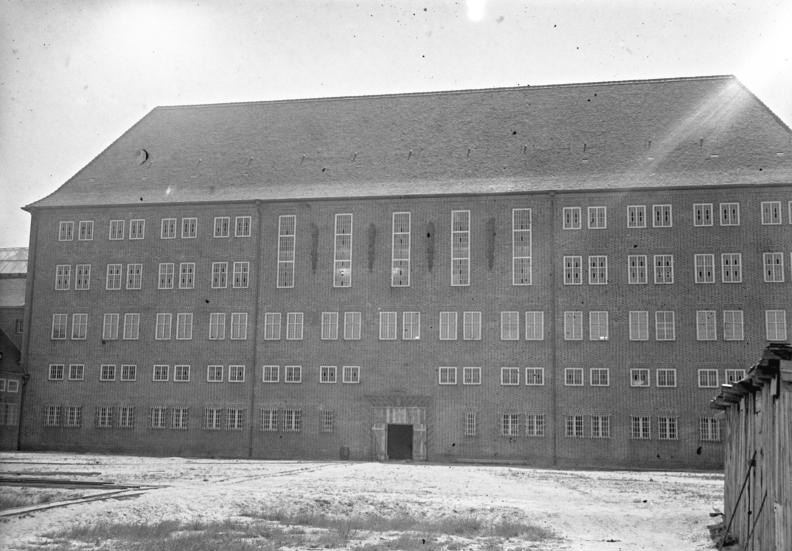
Головний корпус в'язниці Бранденбург-Герден (1931)

В'язниця на Ноєндорферштрасе, яка існувала в 19 столітті, мала катастрофічні гігієнічні умови, що призвело до будівництва нової в'язниці в кварталі Герден. Ця нова будівля, в якій також розміщена сьогоднішня виправна колонія, була спроєктована та будувалася між 1927 і 1935 роками як зразкова установа для «гуманних пенітенціарних систем». У 1931 році стару в'язницю закрили.
Однак, коли націонал-соціалісти прийшли до влади в 1933 році, тут утримували переважно політичних в'язнів, тих, хто перебував у запобіжному ув'язненні, засуджених до смертної кари та в'язнів, іноді засуджених до довічного терміну. Із посиленням націонал-соціалістичного терору проти політичних опонентів у 1940 році в цій в'язниці було встановлено місце розстрілу. Разом із в'язницею Плотцензеє Бранденбург-Герден утворювала «центральне місце страти для примусового виконання покарань IV». Катом з 1942 по 1945 рік був Вільгельм Ретгер. З 1 серпня 1940 року по 20 квітня 1945 у в'язниці Бранденбург-Герден страчено 2032 чоловіків з усієї Європи, з яких 1722 були страчені з політичних мотивів і понад 110 осіб, які відмовлялися від військової служби з мотивів сумління, переважно зі Свідків Єгови. 652 інших ув'язнених померли від хвороб, таких як туберкульоз, семеро в'язнів померли від самогубства, у тому числі всесвітньо відомий німецький ілюстратор і карикатурист Еріх Осер. Тіла більшості людей, страчених у Бранденбурзі-Гьордені, спалювали в бранденбурзькому крематорії до кінця війни.
Радянська армія зайняла в'язницю під час битви за Берлін 27 квітня 1945 року. Після закінчення війни радянська влада ув'язнювала тут до 1947 року колабораціоністів, переважно бійців Російської визвольної армії (РОА) колишнього генерала Червоної армії Андрія Власова (1901—1946) та слідчих.
У часи НДР у в'язниці утримувалися в'язні, які відбували п'ятирічний термін або більше за вбивства, включаючи засуджених до довічного ув'язнення. Там також утримували політичних в'язнів, терміни яких часто становили менше п'яти років. На тлі хронічної нестачі робочої сили в економіці НДР, щонайпізніше з 1960-х років, майже всі працездатні в'язні були змушені виконувати роботу на місцевих підприємствах. З цією метою на тюремному комплексі, який займав площу 90 гектарів, були побудовані виробничі цехи для таких компаній, як Бранденбурзький трансмісійний завод. Там ув'язнені працювали у три зміни під керівництвом працівників підприємства та під наглядом тюремного персоналу.

## Колишні в'язні

### До 1945 року
- Отто Бухвіц, 1941—1945
- Ернст Буш, 1943—1945
- Еріх Гонекер, 1937—1945
- Ернст Нікіш, 1939—1945

### Після 1945р
- Горст Малер, 2009—2015, 2017—2020

## Список страчених або померлих у в'язниці
- Вальтер Арндт, зоолог, розстріляний у червні 1944 року
- Жан Арнольдс, бельгійський католицький священник, страчений 28 серпня 1944 р.
- Бернгард Бестлайн, комуніст і борець опору, розстріляний у вересні 1944 року
- Генріх Баєр, свідок Єгови, страчений 15 травня 1944 р.
- Бруно Біннебесель, римо-католицький священник і борець руху опору, страчений 13 листопада 1944 р.
- Вальтер Будеус, комуніст і борець опору, страчений 21 серпня 1944 р.
- Жан-Марі Дершайд, зоолог, розстріляний у березні 1944 року
- Лев Драбент, комуніст і борець опору, розстріляний у листопаді 1944 року
- Юліус Енгельгард, Свідок Єгови, ймовірно страчений 14 серпня 1944 р.
- Карл Гайнц Енгельгорн, офіцер Вермахту та борець опору, розстріляний у жовтні 1944 року
- Фрідріх Фромм, офіцер рейхсверу і вермахту, розстріляний у березні 1945 року
- Пауль Геше, комуніст і борець опору, розстріляний у серпні 1944 року
- Алоїз Грімм, римо-католицький священник (єзуїт), розстріляний у вересні 1944 року
- Георг Гроскурт, засновник групи опору «Європейський Союз», розстріляний у травні 1944 року.
- Ніколаус Крістоф фон Галем, адвокат, підприємець і борець опору, розстріляний у жовтні 1944 року
- Пауль Гачек, інженер і борець опору, розстріляний у травні 1944 року
- Цезар Горн, комуніст і борець опору, розстріляний у березні 1945 року
- Франц Єгерштеттер, римо-католик, який відмовився від військової служби через сумління, рзстріляний у серпні 1943 року
- Кіліан Кірхгоф, римо-католицький священник (францисканець), розстріляний у квітні 1944 року
- Еріх Кнауф, письменник, розстріляний у травні 1944 року
- Вольфганг Куссеров, Свідок Єгови, відмовився від військової служби з переконань, розстріляний у березні 1942 року
- Макс Маддалена, комуніст і борець опору, помер у жовтні 1943 р. від тяжкої хвороби шлунка
- Макс Йозеф Мецгер, римо-католицький священник, розстріляний у квітні 1944 року
- Йозеф Мюллер, римо-католицький священник, розстріляний у вересні 1944 року
- Теодор Нойбауер, комуніст і борець опору, розстріляний у лютому 1945 року
- Зігфрід Редель, комуніст і борець опору, розстріляний у травні 1943 року
- Франц Райніш, римо-католицький священник, розстріляний у серпні 1942 року
- Пауль Ренч, борець опору, розстріляний у травні 1944 року
- Вільгельм Рітце, комуніст і борець опору, розстріляний у серпні 1944 року
- Йозеф Ремер, борець опору, розстріляний у вересні 1944 року
- Антон Сафков, комуніст і борець опору, розстріляний 18 вересня 1944 р.
- Віллі Зенгер, комуніст і борець опору, страчений 27 листопада 1944 р.
- Бернгард Швентнер, римо-католицький священник, страчений 30 жовтня 1944 р.
- Вернер Зеленбіндер, спортсмен і комуніст, страчений 24 жовтня 1944 р.
- Макс Зіверс, голова Асоціації вільнодумців, страчений 17 січня 1944 року
- Карл Фрайгер фон Тюнген, офіцер рейхсверу та вермахту, борець опору, розстріляний у жовтні 1944 року
- Герберт Чепе, комуніст і борець опору, розстріляний у листопаді 1944 року
- Роберт Уріг, комуніст і борець опору, розстріляний у серпні 1944 року
- Отець Паулюс Верндль, австрійський римо-католицький священник (кармеліт), розстріляний у червні 1944 року
- Йоганнес Вюстен, письменник і комуніст, загинув у квітні 1943 року
- Альфред Цінглер, політик СДПН, розстріляний у серпні 1944 року
- Йозеф Цотт, провідний член баварської монархічної групи опору Гарньєра, розстріляний у січні 1945 року
- Альфонс Журавський, римо-католицький офіцер, розстріляний у жовтні 1942 року